# Exenterus nagano
Exenterus nagano là một loài tò vò trong họ Ichneumonidae.